# Daizen Maeda
Daizen Maeda (前田 大然, Maeda Daizen, Osaka, 20 oktober 1997) is een Japanse voetballer die sinds 2021 als aanvaller bij het Schotse Celtic en het Japanse nationale elftal speelt.

## Clubcarrière
Maeda begon zijn carrière in 2016 bij Matsumoto Yamaga FC. In het seizoen 2017 kwam hij op huurbasis uit voor Mito HollyHock. Hij tekende in 2019 in Portugal bij CS Marítimo, maar na een halfjaar keerde hij (eerst op huurbasis) terug naar Japan, ditmaal bij Yokohama F. Marinos. Vanaf 2021/22 speelt hij voor Celtic, waar hij tot en met het seizoen 2026/27 onder contract staat.

## Clubstatistieken
| Seizoen | Club                  | Land               | Competitie           | Competitie | Competitie | Beker | Beker | Supercup | Supercup | Europees | Europees | Totaal | Totaal |
| Seizoen | Club                  | Land               | Competitie           | Wed.       | Dlp.       | Wed.  | Dlp.  | Wed.     | Dlp.     | Wed.     | Dlp.     | Wed.   | Dlp.   |
| ------- | --------------------- | ------------------ | -------------------- | ---------- | ---------- | ----- | ----- | -------- | -------- | -------- | -------- | ------ | ------ |
| 2016    | Matsumoto Yamaga      | Vlag van Japan     | J2 League            | 9          | 0          | 1     | 1     | —        | —        | —        | —        | 10     | 1      |
| 2017    | → Mito HollyHock      | Vlag van Japan     | J2 League            | 36         | 13         | 0     | 0     | —        | —        | —        | —        | 36     | 13     |
| 2018    | Matsumoto Yamaga      | Vlag van Japan     | J2 League            | 29         | 7          | 0     | 0     | —        | —        | —        | —        | 29     | 7      |
| 2019    | Matsumoto Yamaga      | Vlag van Japan     | J1 League            | 18         | 2          | 0     | 0     | —        | —        | —        | —        | 18     | 2      |
| 2019/20 | → CS Marítimo         | Vlag van Portugal  | Primeira Liga        | 23         | 3          | 1     | 1     | —        | —        | —        | —        | 24     | 4      |
| 2020    | → Yokohama F. Marinos | Vlag van Japan     | J1 League            | 23         | 3          | 2     | 0     | —        | —        | 5        | 0        | 30     | 3      |
| 2021    | Yokohama F. Marinos   | Vlag van Japan     | J1 League            | 36         | 23         | 4     | 0     | —        | —        | —        | —        | 40     | 23     |
| 2021/22 | → Celtic FC           | Vlag van Schotland | Scottish Premiership | 16         | 6          | 4     | 1     | —        | —        | 2        | 1        | 22     | 8      |
| 2022/23 | Celtic FC             | Vlag van Schotland | Scottish Premiership | 35         | 8          | 8     | 3     | —        | —        | 6        | 0        | 49     | 11     |
| 2023/24 | Celtic FC             | Vlag van Schotland | Scottish Premiership | 28         | 6          | 4     | 4     | —        | —        | 4        | 0        | 36     | 10     |
| 2024/25 | Celtic FC             | Vlag van Schotland | Scottish Premiership | 11         | 2          | 2     | 5     | —        | —        | 5        | 3        | 18     | 10     |
| Totaal  | Totaal                | Totaal             | Totaal               | 264        | 73         | 26    | 15    | 0        | 0        | 22       | 4        | 312    | 92     |

## Interlandcarrière
Maeda maakte op 17 juni 2019 zijn debuut in het Japans voetbalelftal tijdens een Copa América 2019 tegen Chili.
| Interlands van Daizen Maeda     | Interlands van Daizen Maeda     | Interlands van Daizen Maeda     | Interlands van Daizen Maeda     | Interlands van Daizen Maeda     | Interlands van Daizen Maeda     | Interlands van Daizen Maeda     |
| No.                             | Datum                           | Wedstrijd                       | Uitslag                         | Soort Wedstrijd                 | Doelpunten                      |                                 |
| Als speler bij Matsumoto Yamaga | Als speler bij Matsumoto Yamaga | Als speler bij Matsumoto Yamaga | Als speler bij Matsumoto Yamaga | Als speler bij Matsumoto Yamaga | Als speler bij Matsumoto Yamaga | Als speler bij Matsumoto Yamaga |
| ------------------------------- | ------------------------------- | ------------------------------- | ------------------------------- | ------------------------------- | ------------------------------- | ------------------------------- |
| 1.                              | 18 juni 2019                    | Japan – Chili                   | 0 – 4                           | Copa América 2019               | -                               |                                 |
| 2.                              | 25 juni 2019                    | Ecuador – Japan                 | 1 – 1                           | Copa América 2019               | -                               |                                 |
| Als speler bij Celtic FC        |                                 |                                 |                                 |                                 |                                 |                                 |
| 3.                              | 27 januari 2022                 | Japan – China                   | 2 – 0                           | Kwalificatie WK 2022            | -                               |                                 |
| 4.                              | 1 februari 2022                 | Japan – Saoedi-Arabië           | 2 – 0                           | Kwalificatie WK 2022            | -                               |                                 |
| 5.                              | 2 juni 2022                     | Japan – Paraguay                | 4 – 1                           | Vriendschappelijk               | -                               |                                 |
| 6.                              | 6 juni 2022                     | Japan – Brazilië                | 0 – 1                           | Vriendschappelijk               | -                               |                                 |
| 7.                              | 10 juni 2022                    | Japan – Ghana                   | 4 – 1                           | Vriendschappelijk               | 82'                             |                                 |
| 8.                              | 23 september 2022               | Japan – Verenigde Staten        | 2 – 0                           | Vriendschappelijk               | -                               |                                 |
| 9.                              | 23 november 2022                | Duitsland – Japan               | 1 – 2                           | WK 2022                         | -                               |                                 |
| 10.                             | 1 december 2022                 | Japan – Spanje                  | 2 – 1                           | WK 2022                         | -                               |                                 |
| 11.                             | 5 december 2022                 | Japan – Kroatië                 | 1 – 1 (2 – 4 n.s.)              | WK 2022                         | 43'                             |                                 |
| 12.                             | 20 juni 2023                    | Japan – Peru                    | 4 – 1                           | Vriendschappelijk               | 74'                             |                                 |
| 13.                             | 12 september 2023               | Japan – Turkije                 | 4 – 2                           | Vriendschappelijk               | -                               |                                 |
| 14.                             | 19 januari 2024                 | Irak – Japan                    | 2 – 1                           | Asian Cup 2023                  | -                               |                                 |
| 15.                             | 24 januari 2024                 | Japan – Indonesië               | 3 – 1                           | Asian Cup 2023                  | -                               |                                 |
| 16.                             | 3 februari 2024                 | Iran – Japan                    | 2 – 1                           | Asian Cup 2023                  | -                               |                                 |
| 17.                             | 21 maart 2024                   | Japan – Noord-Korea             | 1 – 0                           | Kwalificatie WK 2026            | -                               |                                 |
| 18.                             | 6 juni 2024                     | Myanmar – Japan                 | 0 – 5                           | Kwalificatie WK 2026            | -                               |                                 |
| 19.                             | 5 september 2024                | Japan – China                   | 7 – 0                           | Kwalificatie WK 2026            | 87'                             |                                 |
| 20.                             | 10 oktober 2024                 | Saoedi-Arabië – Japan           | 0 – 2                           | Kwalificatie WK 2026            | -                               |                                 |
| 21.                             | 15 november 2024                | Indonesië – Japan               | 0 – 4                           | Kwalificatie WK 2026            | -                               |                                 |
| 22.                             | 19 november 2024                | China – Japan                   | 1 – 3                           | Kwalificatie WK 2026            | -                               |                                 |
| Totaal                          | Totaal                          | Totaal                          | Totaal                          | Totaal                          | 4                               |                                 |